# Georges Talbourdet
Georges Talbourdet est un coureur cycliste français, né le 5 décembre 1951 à Erquy (Côtes-du-Nord) et mort le 5 décembre 2011, à Pléneuf-Val-André (Côtes-d'Armor). Il a porté les couleurs des équipes Gan-Mercier et Peugeot-Esso. Il a participé au Tour de France en 1975, 1976 et 1977, auprès de Raymond Poulidor et Bernard Thévenet.

## Palmarès

### Palmarès amateur
- 1971
  - 5e étape du Ruban granitier breton
  - Circuit de Bretagne-Sud
  - Ronde Mayennaise

- 1972
  - Tour Nivernais Morvan
  - Tour de l'Yonne
  - Ronde Mayennaise
  - Grand Prix de Névez
  - 3e du Manx Trophy
  - 3e de Paris-Connerré

- 1973
  - 1re étape du Ruban granitier breton
  - Tour des Vosges
  - Circuit de Bretagne-Sud :
    - Classement général
    - 2e étape

  - Ronde Mayennaise
  - 2e de la Flèche Finistérienne
  - 9e de la Course de la Paix

### Palmarès professionnel
- 1974
  -  Champion de France sur route
  - 2e de Nice-Seillans
  - 2e du Grand Prix de Plumelec
  - 2e de la Promotion Pernod
  - 3e de la Route nivernaise
  - 3e du Grand Prix de Fourmies
- 1975
  - Grand Prix de Plumelec
  - 5e du Tour de Romandie
  - 8e du Critérium du Dauphiné libéré
- 1976
  - Grand Prix de Cannes
  - 3e du Grand Prix de Nice
  - 3e du Grand Prix d'Orchies
- 1978
  - Prologue du Tour d'Indre-et-Loire (contre-la-montre par équipes)

## Résultats sur le Tour de France
3 participations
- 1975 : 13e
- 1976 : 21e
- 1977 : hors délais (17e étape)